# Mechanika lotu
Mechanika lotu – dziedzina nauki zajmująca się prawami ruchu samolotu w powietrzu i na ziemi (przy starcie i lądowaniu).
Zajmuje się rozwiązywaniem dwóch podstawowych typów zadań:
- jakie są związki między działającymi na samolot siłami zewnętrznymi a trajektorią lotu, a także, jakie są związki między siłami zewnętrznymi a kinematycznymi parametrami ruchu (prędkością i wysokością lotu, kątowym położeniem samolotu w przestrzeni)
- jaka jest stateczność ruchu samolotu oraz jaka jest jego sterowność, to znaczy reakcja na wychylenia organów sterowania samolotem.

Rozróżnia się:
- mechanikę lotu samolotu jako punktu materialnego
- mechanikę lotu samolotu jako ciała sztywnego
- mechanikę lotu samolotu jako struktury odkształcalnej